# Economía distributiva
La economía distributiva es el reconocimiento de que cada ser humano es co-heredero de los frutos del trabajo de las generaciones precedentes. Es la economía de la abundancia en oposición a la economía actual basada en leyes heredadas de una economía de escasez. dada durante el 9.º Congreso Internacional de BIEN.

## La mutación tecnológica de la información (Robin, 1997)[3]
En vísperas de la Segunda Guerra Mundial, la automatización de las máquinas energéticas se había extendido con tanta amplitud que Jacques Duboin podría prever el gran relevo del trabajo de personas por las máquinas. Pero lo que él no podía imaginar a mediados del siglo XX, era que los humanos llegarían a comprender, en los casos de la materia en el espacio y en el tiempo, una característica inédita: al lado de la masa y de la energía se obtenía una nueva grandeza física medible y abstracta. Establecida en  bits y denominada información. Funciona con señales, códigos, memorias y con lenguajes. De este nuevo conocimiento surgen las siguientes ciencias: la informática, robótica, las telecomunicaciones, las biotecnologías y la cibernética.
Así pues, la era de la energía es sustituida progresivamente por la era de la información y la automatización de herramientas y de máquinas sucede a una informatización generalizada en redes artificiales creadas por el hombre. Al lado de otras cuantas transformaciones que no abordaremos aquí, la lógica de los sistemas económicos establecidos y el mismo trabajo asalariado ven como se resquebrajan progresivamente sus mecanismos:
- el terreno económico se extiende de manera fulminante en el espacio y el tiempo: es la mundialización
- las reglas del intercambio económico tradicional son destruidas : el pedido informatizado (y/o clonado) permite la duplicación bajo coste y la entrada en el mundo inédito de la reproductividad  semi-gratuita tanto de bienes como de servicios
- el crecimiento del PIB y de investigación ya no favorecen el aumento de empleo para gran estupefacción de los economistas ortodoxos
- sobre todo el trabajo humano asalariado (que deja de ser material para convertirse en software) es cada vez menos solicitado para producir siempre más riquezas (bienes y servicios).

La economía capitalista de mercado en la que se esconde la mutación de la información no hace buenas migas con ella y manifiesta así su incapacidad natural para regular la abundancia posible en la creación de riquezas cuantitativas y para reabsorber los desequilibrios producidos; así como el no-empleo, la precariedad y la pobreza se desarrollan a gran velocidad en los países desarrollados y en particular, allí donde se preserve la seguridad social y el arte de vivir adquirido desde hace un siglo. Y no es más que el principio ya que la mutación tecnológica continua en todo el mundo y depara un futuro sombrío: la precariedad de la vida para un número exorbitante de ciudadanos en contrapartida del escandaloso enriquecimiento de unos cuantos. El aumento de toda clase de violencias que acompañan esta situación hace temer y con razón, una implosión general catastrófica.
Cuanto más tarde en aceptar el significado de la mutación tecnológica de la información y en explicarlo a la opinión pública, el futuro tan rico que podría ofrecer para todos, será truncado y todo eso, en nombre de la defensa de una economía de mercado incapaz,  por naturaleza,  de controlar toda situación de abundancia y de repartir las riquezas que no dejan de aumentar con cada vez menos trabajo humano.

## La abundancia posible
Algunas cifras. En Francia, entre 1850 y 1997, el número de horas de trabajo anual de un asalariado ha pasado de 5.000 a cerca de 1.600. Teniendo en cuenta la duración total del tiempo que se está despierto en el ciclo de la vida, el tiempo de trabajo que era del 70% en 1850, actualmente no representa más que el 14%. Esta evolución se observa en todos los países industrializados. Y, a pesar de ello, entre 1960 y 1990 la producción mundial por habitante, con una disminución del crecimiento demográfico, ha sido multiplicada por 2,5. En Francia, en 10 años, el PIB se ha incrementado en 1.350 millones de francos, lo que representa un incremento medio de 30,5 euros por persona y por mes. En Estados Unidos, el incremento del PIB en 20 años ha sido de 2.000 millones de dólares, siendo la media del 75%. Recordemos también que en 30 años, la producción mundial de alimentos pasó de 2300 kilocalorías diarias por individuo a 2.700, lo que constituye, respectivamente, el 90% y el 109% de las necesidades fundamentales. Y esos resultados se han conseguido con un número de agricultores cada vez más reducido.

## La renta social
Ya que la riqueza aumenta aunque el trabajo de producción disminuya hay que tomar medidas que aseguren el reparto equitativo de las riquezas producidas. Eso es lo que hace la economía distributiva cuando atribuye una renta social  a cada uno, desde su nacimiento hasta la muerte. ¡Es su parte de la herencia!. La comunidad debe pues hacer vivir a todos sus miembros, ya que gracias a ellos, obtiene definitivamente los medios. Su rol no es y no ha podido ser jamás procurarles un trabajo (empresa ésta quijotesca, incluso en la era de la escasez), sino el de procurar productos.
Así pues, el derecho a los productos y servicios deriva únicamente del hecho de pertenecer a la raza humana. Es la imprescriptibilidad el derecho a la vida que el hombre posee en estado salvaje y al cual no puede renunciar si casualmente su nacimiento lo introduce en una sociedad modernamente equipada. El derecho a los productos y a los servicios ¿debe ser igual para todos?; se respondería afirmativamente, puesto que la labor humana, conjugada hoy con las herramientas que disponemos, genera un rendimiento que no es ya proporcional al trabajo. En estas condiciones ¿cómo separar la parte que vuelve a cada uno?. Cierto, yo admito que esta pretensión parece exorbitante a primera vista ya que ofende brutalmente los usos, los prejuicios y, digamos la palabra, recelo. Apresurémonos a decir que la igualdad económica absoluta de todos no es indispensable para la economía de la abundancia.
Es posible prever, sobre todo en los comienzos, tal o cual modo de distribución dando aventajando por ejemplo la antigüedad, las aptitudes, la responsabilidad, la colaboración intelectual. De hecho yo no veo el criterio del que podría servirse, ya que la idea de abundancia clama el ser acoplada a la de una distribución variante con los individuos, la abundancia excluyendo la necesidad de hacer porciones

## Un servicio social
Puesto que todos nosotros somos coherederos de un patrimonio mundial que se trata de mejorar todo lo posible y transmitirlo a las generaciones futuras, después de haber repartido equitativamente el usufructo, nosotros debemos participar en la vida social en razón de nuestros respectivos medios y según las necesidades de esa sociedad. « Todo hombre debe un cierto trabajo para tener derecho, no a su plaza al sol, sino a su parte en el superhabit social que crea la comunidad de la cual  él forma parte, y digo todo hombre sin excepción, como actualmente todo hombre se beneficia de la organización y la defensa nacional, incluso si fue un soldado deplorable durante su servicio militar. La idea de recompensar la labor es aún parte de la era de la escasez. Todo lo que la sociedad puede exigir a sus miembros, es el esfuerzo, sea cual sea su eficacia, ya que este depende de circunstancias ajenas a la voluntad humana.  ¿Por qué  el hecho de ser más inteligente o más vigoroso daría pie a una remuneración más elevada?, si el trabajo de buey está  mas considerado que el de burro, ¿recompensaría usted al buey y castigaría al burro?. La justicia social es un bienestar que aporta la era de la abundancia. El esfuerzo solo es reclamado en función de las aptitudes, mientras que el resultado depende de las  facultades de cada uno » (Duboin J., 1936)

## Otra moneda
A esta nueva economía que ya no está basada en el intercambio le hace falta una nueva moneda que sustituya a la actual. Es la moneda distributiva garantizada por las riquezas producidas, proporcionalmente a su valor ecológico. Es una moneda de consumición que, en esencia, no puede reportar interés y que se anula cuando ha servido para pasar un bien a un servicio del productor al consumidor (como un tique de metro o un billete de tren). Ella ni es pues, más que un poder adquisitivo, y su nombre viene de ahí, de lo que es su única función.
No hay ningún obstáculo técnico para la puesta en marcha de la moneda distributiva: el montante de la masa monetaria emitida durante un periodo dado es igual al precio total de bienes puestos en venta. Así, a toda nueva producción corresponde la emisión de una nueva cantidad de moneda. Todos los ciudadanos tienen una cuenta individual que es periódicamente re-abastecida. Esas cuentas son debidas a cada compra, siendo anulada la suma correspondiente. Para eso, no hace falta más que un organismo público sea el único habilitado para alimentar cada una de las cuentas personales. La mayoría de los comerciantes ya están equipados con máquinas nuevas que permiten tratar las compras de muy escaso valor (pan, periódicos, etc.) en el marco de la experimentación actualmente en curso de eso que llamamos monedero electrónico.
Por otra parte el proceso de creación monetaria y de anulación de crédito son operaciones clásicas; los bancos las practican todos los días: abren un crédito con un simple juego de escritura, es decir que graban en un ordenador el montante de las sumas prestadas y anulan los créditos correspondientes, en cuando sus clientes les reembolsan, mediante otro juego de escritura contable (escribiendo un signo - sobre su teclado de ordenador). La diferencia es que en el sistema actual esos medios son el privilegio de los bancos, que crean la moneda según sus propios criterios y sacan de paso un interés, bajo la apariencia de un porcentaje; mientras que en economía distributiva, son los organismo públicos los que asumen la responsabilidad, ejecutando las decisiones tomadas democráticamente teniendo en cuenta otros criterios que no son financieros. Además ellos no obtienen ningún interés.